# Die Schöne der neunziger Jahre
Die Schöne der neunziger Jahre (Originaltitel: Belle of the Nineties) ist eine US-amerikanische Filmkomödie aus dem Jahr 1934 von Leo McCarey mit Mae West in der Hauptrolle. Der Film wurde von Paramount Pictures produziert.

## Handlung
In St. Louis tritt die Sängerin Ruby Carter 1892 in der Bühnenshow „My American Beauty“ auf und geht dann mit dem Preisboxer Tiger Kid nach Hause, der sie zwingt, ihm Treue zu schwören. Tigers Manager Kirby schmiedet Pläne, um Tiger von Ruby fernzuhalten. Als einer der Männer im Fitnessstudio Ruby anruft und vorgibt, ihr Liebhaber zu sein, schreibt Tiger Ruby zutiefst untröstlich einen Abschiedsbrief. Ace Lamont, der in New Orleans das Lokal „Sensation House“ betreibt, bietet Ruby einen Vertrag an, den sie annimmt.
In New Orleans wird Ruby zum Objekt der Eifersucht von Aces Freundin Molly Brant und hat gleichzeitig großen Erfolg bei den Männern von New Orleans. Unter ihnen ist der reiche Brooks Claybourne, der Ruby Diamanten schenkt. Ace engagiert unterdessen Tiger, um einen manipulierten Kampf zu veranstalten. Tiger kommt in New Orleans an, ohne zu wissen, dass Ruby sich in seiner Nähe befindet. Als Ace Tiger bittet, die Juwelen zu stehlen, die er einer Frau gegeben hat, damit er das Geld hat, um Tigers Kampf zu sponsern, raubt Tiger Ruby ahnungslos aus, während sie mit Ace in einer Kutsche fährt. Später sieht Ruby, wie Ace ihre Juwelen in einem Wandsafe versteckt. Tiger besucht Ruby und schwört ihr seine Liebe, der Mann aus dem Fitnessstudio gesteht seinen Telefonstreich.
In dieser Nacht nimmt Ruby an einem Treffen der „Black Revival“ teil und schwört, die Diamanten an Brooks zurückzugeben. In der Nacht des Kampfes gibt Ruby Ace ihre restlichen Diamanten zur Aufbewahrung und beobachtet ihn, wie er den Safe öffnet. Da sie weiß, dass Ace hoch auf Tiger gewettet hat, gibt Ruby ein Beruhigungsmittel in Tigers Wasserflasche, woraufhin er verliert. Ace ist hoch verschuldet bei seinen Gönnern, die auf Tiger gewettet haben, und plant, das „Sensation House“ in Brand zu stecken und mit den Diamanten nach Havanna zu fliehen. Ruby, die vorgibt, ihn zu lieben, stiehlt die Diamanten für sich selbst. Ace bringt Molly dazu zu glauben, dass er sie immer noch liebt, schlägt sie jedoch nieder und sperrt sie in einen Schrank, bevor er den Raum mit Lampenöl übergießt. In Rubys Nebenzimmer bedroht Tiger Ruby, weil sie Brooks einen Tipp für Tigers Niederlage gegeben hat. Sie schwört, Ace habe das Wasser unter Drogen gesetzt und wolle die Stadt verlassen. Tiger schlägt Ace, der eine Waffe hat, nieder. Ace schlägt unglücklich mit dem Kopf auf und ist sofort tot. Ruby beschuldigt Tiger, ein Dieb und Mörder zu sein, und wirft ihre Zigarette weg, wodurch sie versehentlich ein Feuer entfacht. Molly kommt zu sich und schreit im Schrank auf und wird von Tiger befreit, während Ruby die Feuerwehr ruft. Tiger wird wegen Mordes an Ace vor Gericht gestellt, aber schließlich wegen anerkannter Notwehr freigesprochen. Er und Ruby heiraten nach der Urteilsverkündung.

## Hintergrund
Gedreht wurde der Film ab dem 13. März 1934 in den General-Service-Studios in Hollywood.
Der Film trug ursprünglich den Titel It Ain’t No Sin. Laut einer Pressemeldung vom 28. Juni 1934 wurde der Titel in St. Louis Woman geändert, weil das Studio und seine Verleihorganisation der Ansicht waren, der neue Titel würde „keine der Zensurgruppen oder religiösen Organisationen des Landes beleidigen“. Die Rechte an diesem Titel lagen jedoch bei „Screencraft Productions“, die den Titel für einen Independent-Film von 1934 verwendeten. Der nächste vorläufige Titel, Belle of New Orleans, konnte nicht freigegeben werden, da es sich bereits um den Namen eines Bühnenstücks handelte. Am 24. Juli 1934 wurde berichtet, dass der Film nun als Belle of the Nineties bezeichnet werde.
Ursprünglich war George Raft als Co-Star vorgesehen, verließ den Film jedoch am 8. März 1934, weil seine Rolle zu klein war. Am 7. März 1934 wurde berichtet, dass Mae West Drohbriefe von Gangstern erhalten hatte und dass der ausführende Produzent Emanuel Cohen zugestimmt hatte, das Studio, in dem die Besetzung probte, abzuriegeln und Polizisten als Wache anzustellen, um West zum Besuch der Proben zu bewegen. Warum West bedroht wurde, ist unbekannt. Am 21. März durfte Präsident Franklin D. Roosevelts Sohn Elliott das „Besucher verboten“-Schild am Set passieren, um West bei der Arbeit zu beobachten. Berichten zufolge war er der erste Außenstehende, der dies tat.
Wie in einem Memorandum, das sich im Besitz der AMPAS-Bibliothek befindet, ausführlich festgehalten wird, führte Paramount von März bis August 1934 einen langen Dialog mit dem Hays Office, der Zensurbehörde, um diesen Film durchzubringen. Am 7. März 1934 schrieb der Behördenleiter Joseph Breen an den Paramount-Produzenten A. M. Botsford und lehnte den ersten Drehbuchentwurf mit dem Titel It Ain’t No Sin ab. Als Gründe wurden Vulgarität und Obszönität, Glorifizierung von Verbrechen und Kriminellen, Glorifizierung einer Prostituierten sowie das allgemeine Thema der Geschichte angeführt, das „definitiv auf der Seite des Bösen und des Verbrechens stand und gegen Güte, Anstand und Gesetz war“. Breen war der Meinung, dass die Behandlung der Geschichte mit Sicherheit „die Sympathie des Publikums für Sünde, Verbrechen, Unrecht und Böses wecken“ würde. In einem internen Memo, ebenfalls vom 7. März, berichtete Breen von einem Treffen mit Botsford und dem Paramount-Manager John Hammell, die versuchten, Breen davon zu überzeugen, dass er unnötig beunruhigt sei. Paramount habe vor, „die ganze Geschichte in einem leichten, humorvollen Ton zu spielen, [was] zu einem harmlosen Film von hoher Unterhaltungsqualität führen würde“. Botsford und Hammell planten immer noch, den Film nach den im Drehbuch vorgeschlagenen Vorgaben zu drehen, stimmten jedoch zu, mehrere Details zu entfernen, gegen die Breen Einwände hatte.
Am 26. April listete die Behörde die anstößigen Szenen in einem Memo auf. Dazu gehörten die Burlesque-Show (ein „vulgär anzüglicher Gag“), in der Mae West in einem Schlafzimmer erscheint, wo sie langsam ihr Kleid hochhebt, ihr Strumpfband ablegt und es einem Leutnant zuwirft, der später aus ihrem Schlafzimmer taumelt, nachdem er die Nacht mit ihr verbracht hat. Beanstandet wurde zudem die Szene mit Tiger Kids Aussage, dass er bei Ruby bleiben muss, bis der Regen aufhört, und die mehreren Aufnahmen, die fünf Tage intensiven Regens zeigen, mit der letzten Ausblende von Rubys Zimmer. Zudem wurden Tiger Kids früherer Beruf als Dieb, die Handlung, in der Ruby das Beruhigungsmittel in die Flasche am Ring fallen lässt sowie die Szene, in der Ruby mit ihrer Zigarette das Zimmer in Brand setzt und untätig daneben steht, während es brennt, beanstandet. Die Szene, in der Ace Molly niederschlägt und sie in den Schrank sperrt, wurde ebenfalls nicht genehmigt.
Um die Paramount-Führungskräfte in New York von der Kontroverse fernzuhalten, bat das Hollywood-Büro des Studios das Hays Office, Emanuel Cohen keinen Brief zu schicken, in dem die Entscheidung der Behörde zu diesem Film mitgeteilt werden würde. Am 2. Juni 1934 schrieb Breen an Will H. Hays, den Direktor des Hays Office, und erklärte, dass die Hollywood-Produzenten in einer „Art vertraulicher Übereinkunft“ konspirierten, um Zensurentscheidungen vor ihren Studiochefs in New York geheim zu halten, die Durchschläge der Korrespondenz des Hays Office erhielten. Laut Breen hatte Louis B. Mayer die Behörde einige Tage vor Paramounts Aufforderung ebenfalls aufgefordert, ihm keine Briefe mehr zu schreiben. Breen schrieb: „Wir gehen davon aus, dass sich die Firmenchefs in New York in Fällen, in denen unsere Briefe auf eine ernsthafte Gefahr hinweisen, höchstwahrscheinlich umgehend mit den Studiochefs befassen.“ Breen teilt Hays mit, dass sie Paramounts Aufforderung nachkommen werden, aber genaue Aufzeichnungen als Beweis führen werden, „um im Falle problematischer Filme nachzuweisen, dass wir das Studio vor der Gefahr gewarnt haben“. „Es wird viel ‚unter der Hand‘ gearbeitet“, führte Breen weiter aus, „was für mich den Eindruck erweckt, dass die Studios die Maschinerie des Kodex (des Hays Code) definitiv überlisten und austricksen wollen und in Sachen Produktion einsam sind, ohne Rat, Anleitung oder Rücksprache mit New Yorker Büros. Die allgemeine Haltung, die wir hier [in Hollywood] in Bezug auf die öffentliche Kritik vorfinden, die so weit verbreitet ist, [besteht darin, dass Hollywood-Filmemacher] alles kleinreden, [ihre] Kritiker verhöhnen und weiterhin Filme drehen, die [ihnen] passen. Ich bin zutiefst besorgt darüber.“ Am selben Tag wie das obige Memo entdeckte Breen, dass seine frühere Aussage, er habe Cohen nicht geschrieben, gegen Abschnitt III des Kodex verstieß, der die Verantwortung der Agenten des Hays Office auferlegte, das betreffende Studio schriftlich über die Zensurentscheidung zu informieren. Breen schickte Cohen daher einen Brief, in dem er erklärte, dass der am 1. Juni 1934 gezeigte Film "definitiv gegen" den Produktionskodex verstieß. Die Gründe für den Verstoß wurden in einem Memo von Breen an Paramount-Präsident Adolph Zukor am 4. Juni erneut dargelegt: allgemein niedriger [moralischer] Ton, unmoralisches kriminelles Thema der Geschichte und Mangel an ausreichend kompensierenden moralischen Werten. Einwände gegen das Thema wurden weiter dargelegt: das Leben einer berüchtigten Frau, ihre Aktivitäten in einem betrügerischen Glücksspielunternehmen, ihr Doping des Preisboxers, ihre Beihilfe zu Mord- und Brandstiftungsdelikten und ihre unerlaubte Liebesaffäre mit einem bekannten Ex-Sträfling, Dieb und Mörder.
Schließlich war Breen am 6. Juni bereit, Cohen die Zensurentscheidung mündlich mitzuteilen, damit dieser den Film ändern und ihn dem Zensuramt zur Verfügung stellen konnte, ohne dass aktenkundig wurde, er habe einen Film gedreht, der gegen den Kodex verstieß. Cohen forderte das Zensuramt auf, den Brief vom 2. Juni zurückzuziehen, in dem es die Ablehnung des Films erklärte. Cohen stimmte zu, dass der Film „thematisch“ gegen den Kodex verstieß, und stimmte fünf wesentlichen Änderungen zu. In einem Memo vom 6. Juni werden diese Änderungen wie folgt aufgelistet (sinngemäß): Alle Handlungs- und Dialogelemente, die nahelegten, dass die Figur Ruby Carter „eine Dame mit Vergangenheit“ – „eine berüchtigte Frau“ – und, zumindest folgerichtig, eine Prostituierte war, wurden entfernt. Die Figur Tiger Kid wurde bereinigt, sodass nicht mehr angedeutet wurde, er sei ein ehemaliger Sträfling, er wurde jetzt nur noch als ehrgeiziger Preisboxer gezeigt. Viele der anstößigen „sexuellen Andeutungen“ wurden entfernt, insbesondere die Andeutung, dass Ruby und Tiger Kid eine Affäre in Rubys Wohnung haben, die fünf Tage dauert. Ebenfalls entfernt wurden eine Reihe von Aufnahmen von „gewalttätigen und lustvollen Küssen“, die „ziemlich allgemein über den ganzen Film verteilt“ waren. Die Szene, in der Ruby Geld von Ace, ihrem Arbeitgeber, stiehlt, wurde entfernt. Rubys Beziehung zu Brooks, dem jungen Mann, wurde bereinigt. Insbesondere die Szene mit den lustvollen Küssen in Rubys Zimmer auf dem Kaminsims, in der nicht nur Brooks ihren Körper streichelt, sondern sie auch seinen. Nach der zweiten Vorschau, die die oben genannten Änderungen enthielt, genehmigte das Hays Office den Film schließlich am 6. Juni 1934.
Die Komplikationen gingen jedoch weiter, bevor der Film veröffentlicht wurde. Am 9. Juli wurde berichtet, dass Paramount „aus Mae West eine ehrliche Frau machen“ würde, indem eine Hochzeitsszene eingefügt wurde, die nachträglich gedreht wurde. Nachdem der Titel in Belle of the Nineties geändert worden war, sah sich Hays selbst den teilweise neu gedrehten Film an und erklärte in einem internen Memo vom 13. Juli 1934, er habe Paramount geraten, „weiter zu zeigen, dass West eine „Burlesque-Königin“ und keine Prostituierte war und dass sie im Grunde ihres Herzens wirklich gut war“ und um „bestimmt zu zeigen, dass sie ausgelassen, robust und tatsächlich zäh war, aber keine Prostituierte.“ Laut Presseberichten bekam der Film am 6. August 1934 das Genehmigungs-Zertifikat (Nr. 136). In einem Briefwechsel von Hammell an Breen vom 7. August sind detaillierte Änderungen aufgeführt, die den fünf oben genannten größeren Änderungen entsprechen: 1) die gesamte Sequenz in Rubys Boudoir, in der sie erklärt, dass sie, obwohl sie ihren Schmuck verloren hat, das Vergnügen hat, sich daran zu erinnern, wie sie ihn bekommen hat; 2) die Aufnahme von Ruby mit der Phiole mit dem Beruhigungsmittel, nachdem sie damit die Wasserflasche manipuliert hat. Alles, was blieb, war eine Aufnahme, in der sie etwas aus ihrer Tasche nimmt, und eine Aufnahme ihrer Hand, die die Wasserflasche mit einem Pelzstück bedeckt. 3) Nach der Brandszene wurden drei Schlagzeilen eingefügt: „Beweis, dass Ace Lamont durch einen Schlag auf den Kopf getötet wurde“, „Tiger Kid gesteht im Todesfall Lamont“ (mit der Betonung, dass er Ace in Notwehr getötet hat) und „Gericht spricht Tiger Kid frei“.
Am 4. September 1934 wurde berichtet, dass die katholische „Legion of Decency“, die den Film verurteilt hatte, als er noch als It Ain’t No Sin bekannt war, den Film offiziell für ein erwachsenes Publikum freigegeben hatte. Die Zensoren einiger Oststaaten lehnten den Film ab. Am 18. August 1934 hieß es, der Film sei einer „Scherenoperation“ unterzogen worden, nachdem die New Yorker Behörden den Film in seiner ursprünglichen Form „missbilligt“ hatten. Schließlich wurde Belle of the Nineties am 31. August 1934 von den New Yorker Zensoren ohne weitere Streichungen freigegeben. Der Film wurde in Norwegen als „verdorbene Fiktion“ und in Italien „aufgrund seiner Atmosphäre und [aus] moralischen Gründen“ abgelehnt.
Eine moderne Quelle gibt an, dass West „in ihrer Einstellung zur weiblichen Sexualität ihrer Zeit mindestens zwei Generationen voraus war“. Die Quelle ist auch der Ansicht, dass Wests Film Sie tat ihm unrecht Paramount 1932 vor dem völligen Bankrott bewahrte. Nach dem Erfolg des Films verhandelte West ihren Vertrag mit Paramount neu. Für Belle of the Nineties erhielt sie eine Gehaltserhöhung von 5.000 Dollar pro Woche (2024: ca. 114.000 Dollar) auf angeblich 300.000 Dollar pro Film (2024: fast 6,9 Millionen Dollar) plus 100.000 Dollar für die Geschichte (2024: fast 2,3 Millionen Dollar).
Mack Gordon und Harry Revel schrieben drei Songs für diesen Film, als er noch in der Vorproduktion war, die dem Hays Office zur Genehmigung vorgelegt wurden, aber nicht im Film vorkommen: You Don’t Know What You’re Doin’ to Me, Creole Man und How Can I Resist You?. Memphis Blues wurde von Mae West und Duke Ellington und seinem Orchester aufgeführt. Laut einer Meldung vom 28. August 1933 sollten Alexander Hall und George Somnes ursprünglich gemeinsam Regie führen, wurden aber später ersetzt.
Bernard Herzbrun oblag die künstlerische Leitung. Travis Banton war für das Kostümbild zuständig.

## Musik
Neben dem oben erwähnten Song Memphis Blues von W. C. Hardy wurden folgende Songs im Film gespielt:
- Pom Tiddley Om Pom (Beef Trust Chorus) von Walter Passmore und R. H. Douglas, Text angepasst von Sam Coslow
- My Old Flame, Troubled Waters, My American Beauty, I Met My Waterloo und I’m in Love with a Tattooed Man von Arthur Johnston und Sam Coslow und Sam Coslow
- When a St. Louis Woman Comes Down to New Orleans von Arthur Johnston, Sam Coslow und Gene Austin
- Meet the King, The Royal Wedding von Arthur Johnston und Leo McCarey

## Veröffentlichung
Die Premiere des Films fand am 21. September 1934 statt. In der Bundesrepublik Deutschland wurde er am 24. Mai 1969 im deutschen Fernsehen ausgestrahlt.

## Kritiken
Der Filmkritiken-Aggregator Rotten Tomatoes hat in einer Auswertung von acht Kritiken eine Zustimmungsrate von 88 Prozent errechnet. Das Publikumsergebnis hat sich bei 57 Prozent positiver Bewertungen eingependelt.
Positiv urteilte Andre Sennwald von der The New York Times. Er schrieb, es sei ziemlich vergeblich, sich gegenüber Miss West und ihrem neuen Werk distanziert zu verhalten. Als durchweg urkomische Burleske der Ära der frechen Neunziger mit Schnurrbart, Zelluloidkragen und Familieneintritt nehme sie sofort ihren Platz unter den besten Filmkomödien des Jahres ein. Ihr unvergleichlicher Star werde durch ein kluges und witziges Drehbuch, eine hervorragende physische Produktion und einen allgemein lebhaften komödiantischen Geist gestärkt. Es gebe Gags für jeden Geschmack und die meisten von ihnen seien nach fast jedem Humorstandard unverschämt komisch. Auch Helen Brown Norden zog in der Oktober-Ausgabe des Magazins Vanity Fair ein positives Fazit. Ihr reiche es, wenn Mae West in einem Film vorkomme, trotz ihrer vielen Nachahmer, denn es gebe niemanden wie sie.
Demgegenüber merkte Otis Ferguson im Magazin The New Republic kritisch an, dass eine Filmgeschichte ohne Menschen wie ein Roman ohne Charaktere sei, wie Musik ohne Ton. Und alles, was es zum Beweis brauche, sei eine Kritik ohne Erwähnung von Mae West, denn ihr neuester Film habe außer ihr nur wenig Gutes zu bieten, seine Story sei schlecht, er laufe auf ein Nichts hinaus.
Auch moderne Kritiken fallen gemischt aus. Während Ken Hanke den Film im Mountain Xpress als schnell, unterhaltsam und lustig beschreibt und als den bestaussehenden Film, den Mae West je gedreht hat, mit dem schimmernden Glanz, den man sonst nur in Paramount-Filmen sieht, bezeichnet, befand das Lexikon des internationalen Films, dass die recht einfallslos inszenierte Geschichte als Aufhänger für einige der schönsten Auftritte von Mae West, dem Weiblichkeitsidol der 30er Jahre, diene, die die Banalität der Story mühelos überspielt.